# بنكوي غلامحسينلو (مقاطعة فراشبند)
بنكوي غلامحسينلو (بالفارسية: بنکوی غلامحسینلو) هي قرية تقع في قسم آويز الريفي في إيران. يقدر عدد سكانها بـ 0 نسمة بحسب إحصاء 2016.